# Gasthaus zum Rössle (Hirschlanden)
Das Gasthaus zum Rössle im Ortsteil Hirschlanden der Stadt Ditzingen, Landkreis Ludwigsburg, war eine historische Schildwirtschaft. Das Gebäude stand nach § 2 DSchG BW unter Denkmalschutz, wurde jedoch nach Aufhebung desselben 1991 abgerissen.

## Geschichte
Das an der Hauptdurchgangsstraße und zentraler Stelle im Dorf gelegene Rössle, datiert auf das Jahr 1794, war als Gasthaus und Quartier für Reisende von Bedeutung. Der ursprüngliche, zweistöckige giebelständige Bau mit Krüppelwalmdach wurde später nach Westen bis zur Grundstücksgrenze erweitert und die Hofeinfahrt zur überbauten Durchfahrt umgestaltet. Erwähnenswert war der Türflügel mit Rautendoppelung und schmiedeeisernem Türklopfer, der beim Abriss des Hauses verlorenging. Erhalten ist dagegen das schmiedeeiserne Wirtshausschild mit goldfarbenem Ross in einem Eichenkranz, im Ausleger Weinranken mit einem ebenfalls goldfarbenen Adler; darauf nachträglich angebracht ein auf einen Hirsch schießender Jäger. Das Schild stammt wohl in der ursprünglichen Fassung noch aus dem 18. Jahrhundert und wurde im 19. Jahrhundert verändert. Es befindet sich heute im Museumsdepot des Ditzinger Stadtmuseums.
Auf dem Grundstück wurde im Zuge der Ortskernsanierung ein modernes Wohn- und Geschäftshaus errichtet, in dem auch wieder ein Gastronomiebetrieb unter der Bezeichnung Rössle eingerichtet wurde.
Im Juni 1947 wurde im Rössle die SVGG Hirschlanden-Schöckingen gegründet.